# فيكتور ميتشيل (لاعب الجسر)
فيكتور ميتشيل (بالإنجليزية: Victor Mitchell)‏ هو لاعب الجسر ‏ أمريكي، ولد في 1923 في بروكلين في الولايات المتحدة، وتوفي في 5 يناير 1995.